# 마왕군 최강의 마술사는 인간이었다
마왕군 최강의 마술사는 인간이었다(魔王軍最強の魔術師は人間だった, Maō-gun Saikyō no Majutsushi wa Ningen Datta)는 하타 료스케가 글을 쓰고 쿠마가 그림을 그린 일본의 라이트 노벨 시리즈이다. 2016년 2월부터 사용자 제작 소설 출판 사이트 소설가가 되자에서 온라인 연재를 시작했다. 나중에 2016년 9월부터 2018년 4월까지 몬스터 문고(Monster Bunko) 각인으로 5권을 출판한 후타바샤에 의해 인수되었다. 아나지로의 작품이 포함된 만화 각색은 2019년 7월부터 후타바샤의 가우가우 몬스터(Gaugau Monster) 웹사이트를 통해 온라인으로 연재되었으며 단행본 10권으로 수집되었다. studio A-CAT이 제작한 애니메이션 TV 시리즈는 2024년 7월에 첫 방송될 예정이다.